# Move (chanson de The Mamas)
Pour les articles homonymes, voir Move.
Chansons représentant la Suède au Concours Eurovision de la chanson
Too Late for Love
(2019)
Move est une chanson du trio suédo-américain The Mamas sortie le 22 février 2020 en téléchargement numérique. La chanson aurait dû représenter la Suède au Concours Eurovision de la chanson 2020, à Rotterdam, aux Pays-Bas.

## À l'Eurovision
Le 7 mars 2020, la chanson Move de The Mamas remporte le Melodifestivalen 2020 et est ainsi sélectionnée pour représenter la Suède au Concours Eurovision de la chanson 2020.
La chanson aurait dû être interprétée au Concours, première dans l'ordre de passage de la première demi-finale, le 12 mai 2020. Cependant, le 18 mars 2020, l'annulation du Concours en raison de la pandémie de Covid-19 est annoncée.

## Classements
| Classement (2019)               | Meilleure position |
| ------------------------------- | ------------------ |
| Écosse (OCC)                    | 52                 |
| Suède (Sverigetopplistan)       | 1                  |
| Royaume-Uni (UK Download Chart) | 55                 |